# Rodolfo Bettazzi

Rodolfo Bettazzi

Rodolfo Bettazzi (Firenze, 14 novembre 1861 – Torino, 26 gennaio 1941) è stato un matematico italiano.

## Biografia
Laureatosi nel 1882 a Pisa, fu per quattro anni - e sempre nella città toscana - assistente di Ulisse Dini. Insegnò nelle scuole medie prima di passare nel 1891 al Liceo classico Cavour di Torino dove restò fino alla pensione (1931). Nel 1895 era stato uno dei fondatori (con Lugli, De Zolt e Giudice) della Mathesis, società della quale fu il primo presidente. 
La vita di Bettazzi si può dividere in tre periodi. Nel primo (dal 1882 al 1891), fu ricercatore di analisi che poi si concentrò sullo studio delle strutture algebriche astratte e dei fondamenti della geometria; nel secondo periodo (dal 1891 ai primi del Novecento), fu presidente della "Mathesis"; nel terzo si interessò di politica. Dopo la prima guerra mondiale venne eletto consigliere comunale a Torino per il Partito Popolare di Luigi Sturzo.
Bettazzi scrisse molti libri scolastici. Tra le sue note si ricordano quelle sul calcolo differenziale per funzioni di più variabili reali e la teoria delle grandezze (1890). Grazie a questa teoria fu premiato dal Ministero della pubblica istruzione e dall'Accademia dei Lincei.
Fervente cattolico, Bettazzi, nel 1894, fu anche il fondatore della Lega per la Pubblica Moralità, progetto educativo che per sua iniziativa si estese ad altre città. Quando le leghe si raccolsero in un comitato nazionale, Bettazzi ne fu nominato presidente.

## Opere
- La risoluzione dei problemi numerici e geometrici (Torino: G. B. Paravia e c., 1893)